# 巴黎之戰 (1814年)
巴黎之战是1814年3月30-31日间拿破仑掌权的法兰西第一帝国残余军队与奥地利帝国、普鲁士王国和沙皇俄国组成的第六次反法同盟联军在巴黎郊区和外城进行的一次围城战。在一天的郊区战斗后，法军于3月31日向同盟投降，结束了第六次反法战争并迫使拿破仑退位和流亡至厄尔巴岛。